# Jack S. Kilby
Jack St. Clair Kilby, född 8 november 1923 i Jefferson City, Missouri, död 20 juni 2005 i Dallas, Texas, var en amerikansk elektroingenjör och mottagare av Nobelpriset i fysik år 2000. Han tilldelades priset för sin "del i uppfinningen av den integrerade kretsen". Han tilldelades halva prissumman. Den andra halvan delades av tysken Herbert Kroemer och ryssen Zjores Alfjorov.
Kilby avlade civilingenjörsexamen i elektroteknik 1950 vid University of Wisconsin–Milwaukee. Han tog anställning vid Texas Instruments 1958. Under sommaren 1958 hade han inte rätt att ta ut semester utan var tvungen att jobba. Det var nu Kilby uppfann den integrerade kretsen och 1959 tog han ut patent på uppfinningen. Han var professor vid Texas A&M University åren 1978-1985.
Kilbys delaktighet i uppfinningen och utvecklingen av den integrerade kretsen (chippet) har revolutionerat modern mikroelektronik. Utan den integrerade kretsen skulle inte moderna datorer vara möjliga. Sådana kretsar ingår också numera i allt från tvättmaskiner och bilar till rymdsonder och medicinsk diagnostisk utrustning.

### Fotnoter
1. 1 2  Encyclopædia Britannica, Encyclopædia Britannica Online-ID: biography/Jack-Kilbytopic/Britannica-Online, läst: 9 oktober 2017.[källa från Wikidata]
2. 1 2  SNAC, SNAC Ark-ID: w6611207, läs online, läst: 9 oktober 2017.[källa från Wikidata]
3. 1 2  Find a Grave, Find A Grave-ID: 11213902, läs online, läst: 9 oktober 2017.[källa från Wikidata]
4. 1 2 3  Kilby, Jack St. Clair (08 November 1923–20 June 2005), Nobel Prize-winning inventor of the microchip, American National Biography Online, 29 november 2017, 10.1093/ANB/9780198606697.ARTICLE.1302677.[källa från Wikidata]
5. ↑  Find a Grave, läs online, läst: 30 juni 2024.[källa från Wikidata]
6. 1 2 3  Jack S. Kilby, 8 November 1923 · 20 June 2005, vol. 151, 4, Proceedings of the American Philosophical Society, 2007, s. 461-466.[källa från Wikidata]
7. ↑  Jack S. Kilby, 8 November 1923 · 20 June 2005, vol. 151, 4, Proceedings of the American Philosophical Society, 2007, s. 461-466.[källa från Wikidata]
8. ↑  läs online, www.ieee.org .[källa från Wikidata]
9. ↑  läs online, www.fi.edu .[källa från Wikidata]
10. ↑  läs online, www.ieee.org .[källa från Wikidata]
11. ↑  National Inventors Hall of Fame, National Inventors Hall of Fame-ID: jack-s-kilby.[källa från Wikidata]
12. ↑  läs online, www.asme.org .[källa från Wikidata]
13. ↑  läs online, commencement.miami.edu .[källa från Wikidata]
14. ↑  läs online, www.ieee.org .[källa från Wikidata]
15. ↑  läs online, www.nationalmedals.org .[källa från Wikidata]
16. ↑  läs online, www.kyotoprize.org .[källa från Wikidata]
17. ↑  läs online, www.washingtonaward.com .[källa från Wikidata]
18. ↑  The Nobel Prize in Physics 2000, Nobelprize.org (på engelska), Nobelstiftelsen, läs online, läst: 4 februari 2021.[källa från Wikidata]
19. ↑  Table showing prize amounts (på engelska), Nobelstiftelsen, april 2019, läs online, läst: 4 februari 2021.[källa från Wikidata]
20. ↑  läs online, events.seas.upenn.edu .[källa från Wikidata]
21. ↑  ”Pristagare Kungl. Vetenskapsakademin: Jack S Kilby”. Kungl. Vetenskapsakademin. Arkiverad från originalet den 4 november 2018. https://web.archive.org/web/20181104130224/https://www.kva.se/sv/priser/pristagare/jack-s-kilby-2. Läst 4 november 2018.
22. 1 2  ”The Chip that Jack Built” (på engelska). Texas Instruments. http://www.ti.com/corp/docs/kilbyctr/jackbuilt.shtml. Läst 8 maj 2015.